# Saurimo
Saurimo este un oraș în Angola. Este reședința provinciei Lunda Sul.